# 大川広域行政組合
大川広域行政組合（おおかわこういきぎょうせいくみあい）は、香川県さぬき市及び東かがわ市の2市が組織する一部事務組合。

## 概要

### 事務所
- 香川県さぬき市津田町津田112番地33

### 主な事務内容
- 広域市町村圏計画の策定に関すること
- 広域市町村圏計画実施のための連絡調整に関すること
- 滞納市税等の整理に関すること
- 養護老人ホームの設置、運営、管理・老人短期入所事業に関すること
- 救急医療対策事業に関すること
- 視聴覚ライブラリーの設置、運営、管理に関すること
- 消防本部及び消防署の設置、運営、管理に関すること
- 救急業務施設の設置、運営、管理に関すること
- 大川ふるさと市町村圏基金を活用した圏域事業の実施に関すること
- 埋蔵文化財包蔵地に係る調査等に関すること
- 特別養護老人ホーム、老人デイサービスセンター及び老人介護支援センターの設置、運営、管理・老人短期入所事業・居宅介護支援事業に関すること
- し尿処理施設の設置、運営、管理に関すること
- 介護認定審査会における要介護認定及び要支援認定の審査判定業務に関すること
- 生活保護法に基づく介護扶助のための要介護状態等の審査判定業務に関すること
- ガス事業法に基づく報告徴収、立入検査、ガス用品の提出命令等に関すること
- 電気用品安全法に基づく報告徴収、立入検査、電気用品の提出命令等に関すること
- 液化石油ガス設備工事の届出の受理、報告徴収、立入検査、供給設備の修理命令等に関すること

### 組織
- 組合議会
  - 議員定数：10人（関係市の議会の議長及び関係市の議会において当該議会の議員（議長に就任している者を除く。）のうちから選出された者4人）
- 執行機関
  - 管理者：1人（関係市の長の互選とする。）
  - 副管理者：1人（管理者以外の関係市の長をもってあてる。）
  - 会計管理者：1人（職員のうちから管理者が任命する。）
  - 監査委員：2人

### 施設
- 大川広域消防本部
  - 東かがわ市町田56番地1

- さざんか荘(養護老人ホーム・特別養護老人ホーム・老人デイサービスセンター・老人介護支援センター)
  - さぬき市大川町田面360番地

- 大川広域志度クリーンセンター(し尿処理施設)
  - さぬき市小田2600番地3

## 常備消防事務

### 概要
- 消防本部：東かがわ市町田56番地1
- 管内面積：312.23km2
- 職員数：112人
- 消防署2カ所、分署2カ所
- 主力機械
  - 消防ポンプ自動車：5
  - 水槽付消防ポンプ自動車：4
  - はしご付消防ポンプ自動車：1
  - 救助工作車：1
  - 救助資機材搬送車：1
  - 救急自動車：5
  - 指令車：1
  - 広報車：2
  - 防災指導車：3
  - 査察車：1
  - 原調車：1
  - 消防資機材搬送車：2

### 沿革
- 1970年8月 大川郡津田町・大川町・志度町・寒川町・長尾町・引田町・白鳥町及び大内町の8町により大川広域行政組合が発足する。
- 1972年
  - 4月 大川広域消防本部が発足する。
  - 8月 1本部1署3分遣所の体制で業務を開始する。
- 1973年4月 救急業務を開始する。
- 1976年6月 3分遣所を「白鳥分署」、「寒川分署」、「志度分署」に変更する。
- 1993年4月 「消防署」を「東消防署」、「志度分署」を「西消防署」として､1本部2署2分署体制に変更する。
- 2002年4月 大川郡津田町・大川町・志度町・寒川町・長尾町の5町が合併しさぬき市が発足する。
- 2003年4月 大川郡引田町・白鳥町・大内町の3町が合併し東かがわ市が発足する。

### 組織
- 本部－総務課、予防課、警防課
- 消防署

### 消防署
| 消防署   | 住所                  | 分署                                |
| -------- | --------------------- | ----------------------------------- |
| 東消防署 | 東かがわ市土居82番地1 | 白鳥：東かがわ市松原1784番地1       |
| 西消防署 | さぬき市鴨庄2550番地1 | 寒川：さぬき市寒川町石田西1036番地5 |